# 球状蛋白质

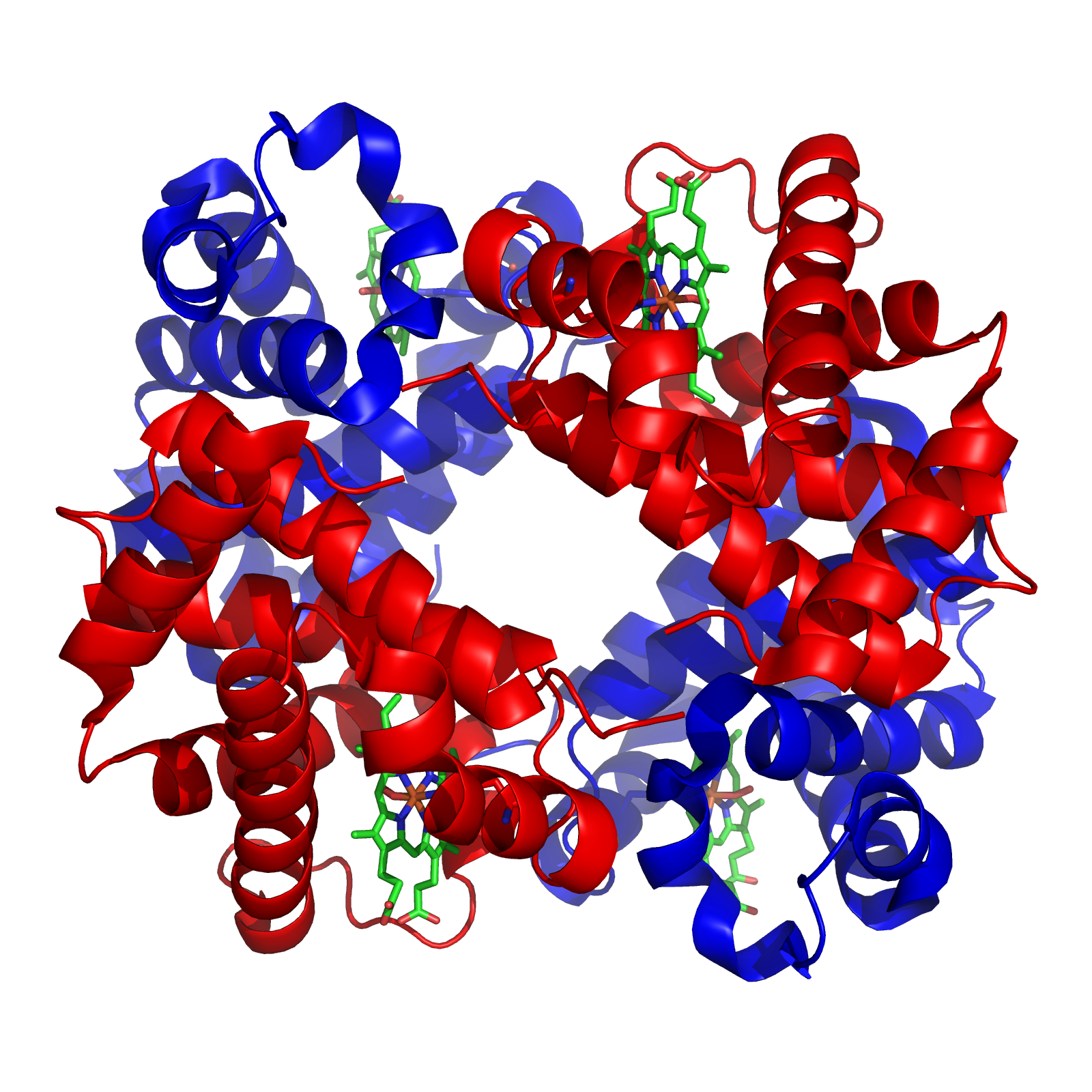
球狀蛋白質

球状蛋白质（globular protein，spheroprotein）简称球状蛋白，是一类蛋白质，它与纤维状蛋白质和膜蛋白共同构成按分子性状和溶解性分出的三个蛋白质子类。球状蛋白质一般呈球状，结构紧密，溶于水，长／宽 ≤ 3～4。
常见的球状蛋白有：球蛋白、珠蛋白、白蛋白等。

## 例子
- 血红蛋白
- 胰蛋白酶